# Майк Крігер
Майк Крігер (нар. 4 березня 1986) — бразильсько-американський підприємець, один з засновників Instagram разом з Кевіном Систромом.
У 2018 році покинув Instagram. Станом на 2025 рік є директором з продукту (англ. Chief Product Officer) ШІ-компанії Anthropic.

## Молодість та освіта
Крігер народився в Сан-Паулу, в 2004 році переїхав у Каліфорнію, щоб вступити до Стенфордського університету. Там він зустрів Кевіна Систрома.

## Кар'єра
Створив Instagram з Кевіном Систромом в 2010 році. У 2012 році сервіс був придбаний компанією Facebook. Крігер залишався частиною керівної команди Instagram до 2018 року.
У 2023 році Крігер і Систром запустили платформу для новин Artifact, однак сервіс був закритий у 2024 році через те, що не досяг достатнього рівня популярності.
У 2024 році Крігер долучився до ШІ-стартапу Anthropic як директор з продукту. 

## Особисте життя
Одружений з Кейтлін Крігер.